# Тамаш Чери
Тамаш Чери (мађ. Cseri Tamás; Ђер, 15. јануар 1988) Фудбалер мађарске репрезентације, везиста Мезокевешда. Током 2020. године изабран је за најбољег играча Прве мађарске лиге.

## Каријера

### Клубови
Чери је фудбал почео да игра од своје шесте године у пионирима месног клуба ЕТО Ђер. Са четрнаест година је добио прву понуду и то од Ферецвароша. Са почетком фудбалске каријере упоредо је завршавао и школу. Када је Ференцварош избачен из прве лиге, неки играчи су отишли из клуба, тако да је Чери добио шансу у првом тиму. Али пошто је већином седео на клупи прихватио је понуду Мошонмађаровара који му је дао прилику да игра у првој постави.
После Мошонмађаровара од 2008. године па надаље тражио је своје место и често мењао клубове. Играо је за Ђер, Печуј, БКВ Елере све док се није скрасио у Ђирмоту где је остао четири године и одиграо је 105 утакмица за Ђирмот. После Ђирмота потписао је за Кишварду и тамо остао две године и одиграо 66 утакмица,да би 2017. године отишао у Мезекевешд.

### Мезекевешд
За Мезекевешд је потписао 2017. године и од тада је стални члан прве једанаесторице. Године 2020. године, се показао као вођа тима, имао 4. асистенције и постигао је 7 голова на 32 првенствене утакмице, изабран је за најбољег играча ОТП банк лиге одлуком Фудбалског савеза Мађарске.
У победи од 2 : 1 против Пакша у 3. колу првенства 2020/21 постигао је ретко виђен леп гол.

## Репрезентација
У августу 2020. године, добио је позив од селектора Марка Росија за учешће у тиму, био је на списку од 25 играча мађарске репрезентације који се припремао за утакмице Лиге нација против Турске и Русије. Дебитовао је за репрезентацију 6. септембра 2020. године, улазећи у игру уместо Доминика Собослаија у 82. минуту. Селектор Марко Роси га је 1. јуна 2021. године уврстио играча у састав од 26 играча мађарске репрезентације за наредно Европско првенство. Учествовао је у једној утакмици континенталног турнира, играјући 15 минута као замена у дуелу против Француске.

## Достигнућа
Мезекевешд
- Куп Мађарске у фудбалу
  -  финалиста (1): 2019/20

### Репрезентација
| Мађарска | Мађарска | Мађарска |
| Година   | Ута.     | Гол      |
| -------- | -------- | -------- |
| 2020.    | 2        | 0        |
| 2021     | 2        | 0        |
| Укупно   | 4        | 0        |